# Mohammed Cheppih
Mohammed Cheppih (Oujda, 1977) is een Nederlands imam van Marokkaanse afkomst en volgens Alexander Nijeboer een van de belangrijkste woordvoerders in het islamdebat. Aanvankelijk werd hij beschouwd als radicaal maar tegenwoordig zet hij zich in om radicalisering te voorkomen.

## Levensloop
Mohammed Cheppih werd geboren in Marokko en groeide op in Nederland. Zijn ouders waren afkomstig uit Algerije. Cheppih groeide op in Eindhoven, waar de Furqaan-moskee door zijn vader werd opgericht.
Hij studeerde aan de Islamitische universiteit van Medina en verbleef vervolgens in Kosovo en Skopje ten tijde van de oorlog en werkte voor een hulporganisatie. Hij was voorzitter van de Nederlandse tak van de Moslim Wereld Liga. Hij was in 2003 korte tijd kandidaat-voorzitter van de AEL-NL, de Nederlandse tak van de Arabisch-Europese Liga (AEL). De kandidatuur van Cheppih leidde tot Kamervragen door Geert Wilders namens de VVD.
Cheppih is de initiatiefnemer van de Poldermoskee in Slotervaart in Amsterdam. Deze moskee werd op vrijdag 5 september 2008 na een succesvolle inloopperiode geopend in aanwezigheid van stadsdeelvoorzitter Ahmed Marcouch en de islamitische wetenschapper Tariq Ramadan. Eind oktober 2010 kwam het bericht dat de Poldermoskee weer zou sluiten in verband met een huurschuld. Cheppih was oprichter en voorzitter van de stichting Academica Islamica die een van de partners was in de mislukte samenwerking rond de Omroep Universele Moslim Associatie. De stichting was hoofdhuurder van het gebouw waar de Poldermoskee gevestigd was. Begin 2011 ging de stichting Academica Islamica failliet.